# Trio, quasi una ballata

Le Trio, quasi una ballata opus 27 est une composition de musique de chambre de Vítězslav Novák. Composé en 1902, il est créé le 6 avril 1902 à Brno par Rudolf Reissig au violon, H. Brodsky au violoncelle et le compositeur au piano.

## Structure
1. Andante tragico
2. Allegro burlesco
3. Andante
4. Allegro

La durée d'exécution est d'environ vingt minutes.